# Тізенгаузени

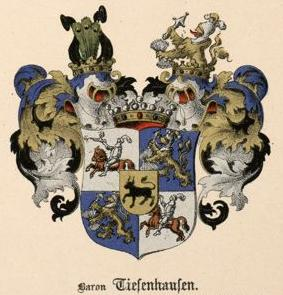
Герб баронів фон Тізенгаузенів.

Тізенгаузени (нім. Tiesenhausen) — балтійський графський і баронський рід.

## Відоомі представники

### Барони
- Тізенгаузен Василь Карлович (1779 або 1780—1857) — російський офіцер, полковник.
- Тізенгаузен Володимир Густавович (1825—1902) — російський історик-сходознавець, археолог і нумізмат.
- Ганс Дідріх фон Тізенгаузен (1913—2000) — німецький офіцер-підводник, капітан-лейтенант крігсмаріне. Кавалер Лицарського хреста Залізного хреста.